# 北濃
北濃（ほくのう）は、岐阜県中部（美濃国北部）の地域である。

## 地域
郡上市のみであり、東を下呂市、西を福井県、北を高山市、南を関市、美濃市に囲まれている。
奥美濃と呼ばれる場合もある。
長良川の上流域にあたる。平地は少なく、長良川沿いの平地に人口が集中している。

## 人口
約42,000人。旧八幡町と白鳥町に人口が集中。

## 交通

### 道路
- 高速道路…東海北陸自動車道
- 国道…国道156号、国道158号、国道256号、国道472号

### 鉄道
- 長良川鉄道

## 参考として
地域として北濃と呼ぶ事は少なく、中濃地区と思われる場合もある。しかし、行政、文化面、人的交流等でも他の中濃地区とは全く異なり、別の地域と解釈して北濃と呼んでいるようである。地元の岐阜県では奥美濃と呼ぶことが多い。
長良川鉄道の終点は北濃駅である。前身の国鉄越美南線からの駅名であるが、1897年（明治30年）～1956年（昭和31年）に存在した郡上郡北濃村から由来する。このことから古くから北濃という名称は使われていたようである。